# Constitutioneel hof (Spanje)

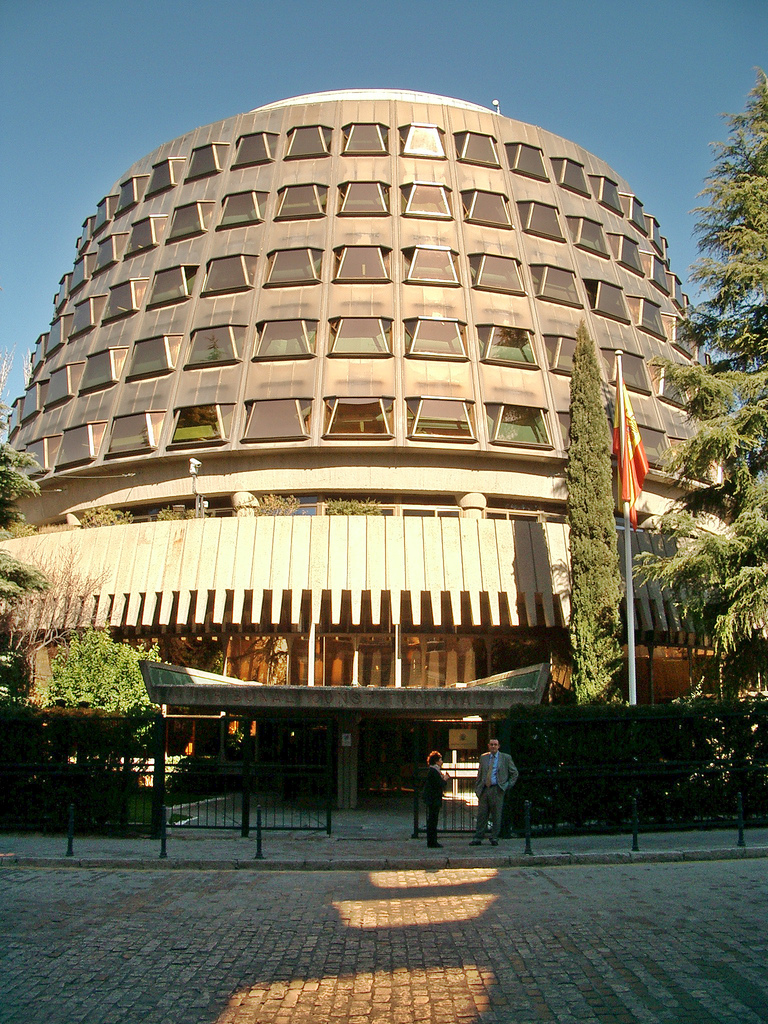
Zetel van het constitutioneel hof

Het constitutioneel hof van Spanje (Spaans: Tribunal Constitucional) is een rechtbank die in de Spaanse grondwet aan wordt gewezen ter bewaking van die grondwet. De zetel van het hof bevindt zich in de hoofdstad Madrid. 
Het hof, operationeel sinds 1979, bestaat uit 12 magistraten die benoemd zijn door de koning. Het functioneert onafhankelijk van de andere machten van de staat, ook van de rechterlijke macht. Desalniettemin is de samenstelling van het hof wel afhankelijk van die andere machten: vier leden worden benoemd door het congres, vier door de senaat, twee door de regering en twee door de Consejo General del Poder Judicial, het bestuursorgaan van de rechterlijke macht. De samenstelling wordt dus in grote mate bepaald door onderhandelingen tussen de verschillende politieke partijen. 
De competenties van het hof liggen voornamelijk in het tussenbeide komen bij geschillen tussen de landelijke overheid en de autonome gemeenschappen, tussen die gemeenschappen onderling, het toetsen van wetten en decreten op alle niveaus aan de grondwet, en het beschermen van de grondrechten van alle burgers, zoals die in de grondwet vast zijn gelegd. 